# Masoreini
Masoreini es una tribu de coleópteros adéfagos de la familia Carabidae. 

## Géneros
Tiene los siguientes géneros:
- Masoreus[1]